# Yacine Louati

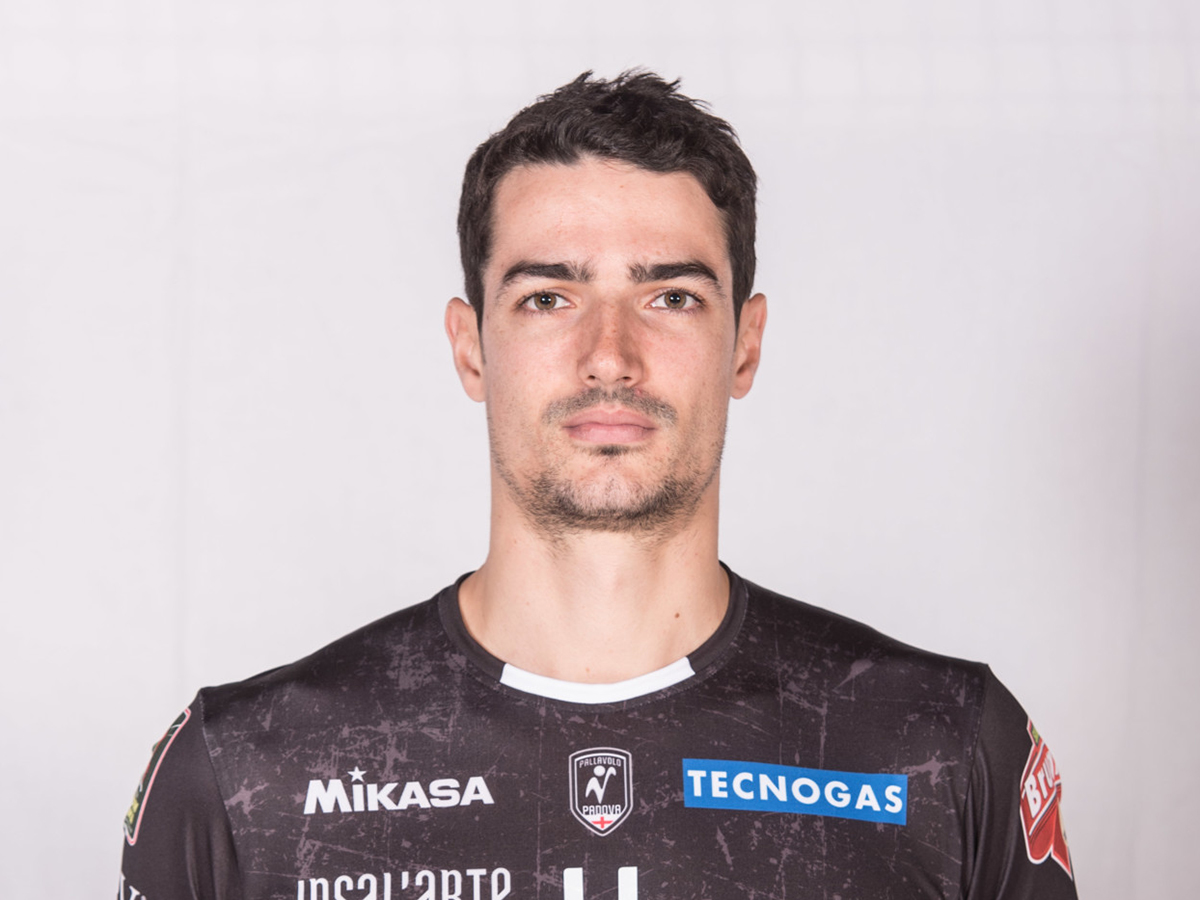
Yacine Louati zawodnikiem Kioene Padwa

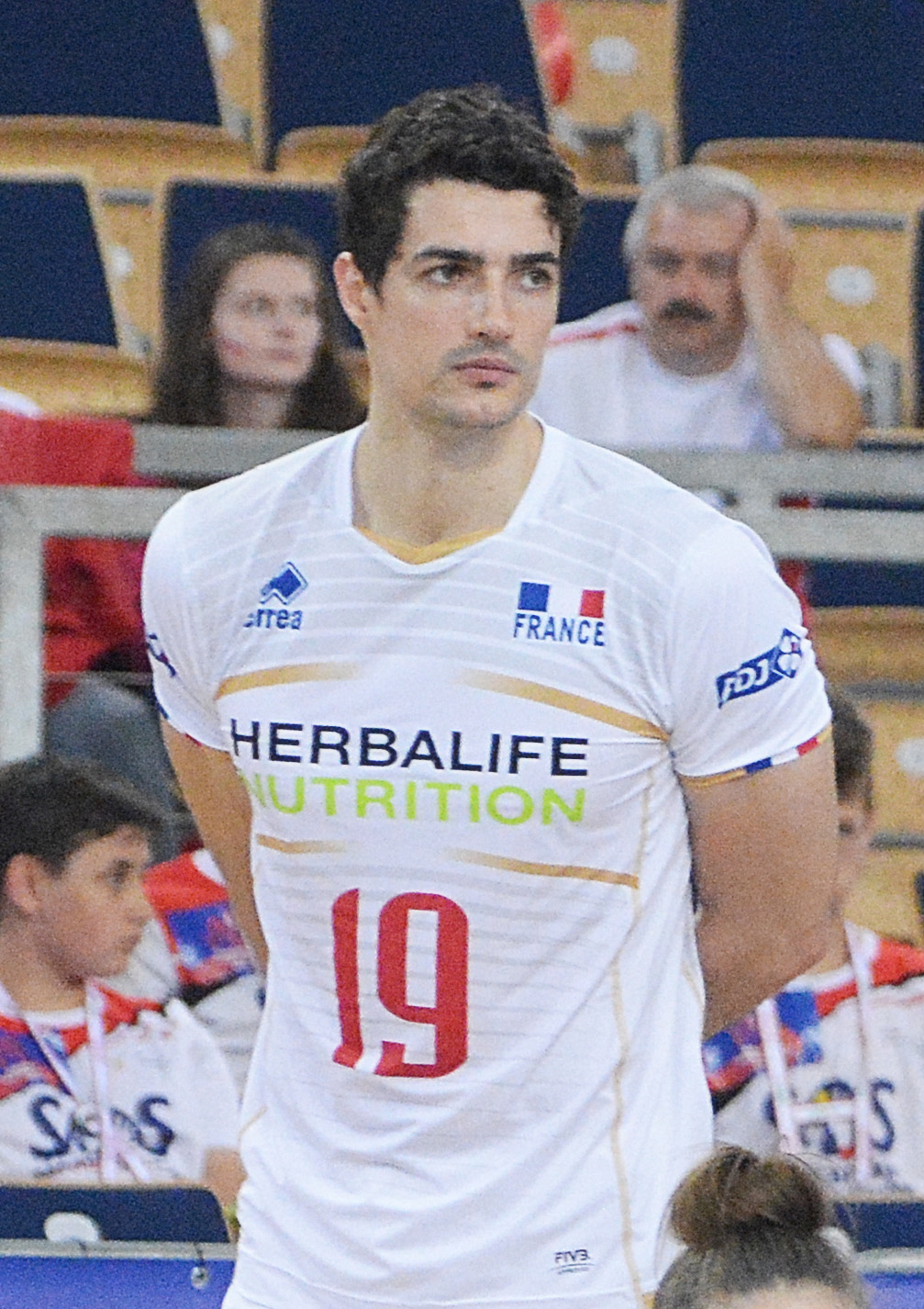
Yacine Louati reprezentantem Francji w 2018 roku

Yacine Louati (ur. 4 marca 1992 w Tourcoing) – francuski siatkarz tunezyjskiego pochodzenia, reprezentant Francji, grający na pozycji przyjmującego. W sezonie 2020/2021 był zawodnikiem Jastrzębskiego Węgla.
Jego partnerką życiową jest belgijska siatkarka Laura Heyrman.

## Kariera klubowa
| Kariera juniorska | Kariera juniorska              | Kariera juniorska | Kariera juniorska | Kariera juniorska | Kariera juniorska | Kariera juniorska | Kariera juniorska | Kariera juniorska | Kariera juniorska | Kariera juniorska |
| ----------------- | ------------------------------ | ----------------- | ----------------- | ----------------- | ----------------- | ----------------- | ----------------- | ----------------- | ----------------- | ----------------- |
| Lata              | Klub                           |                   |                   |                   |                   |                   |                   |                   |                   |                   |
| 2009–2011         | Centre National de Volley-Ball |                   |                   |                   |                   |                   |                   |                   |                   |                   |
| Kariera juniorska |                                |                   |                   |                   |                   |                   |                   |                   |                   |                   |
| Lata              | Klub                           |                   |                   |                   |                   |                   |                   |                   |                   |                   |
| 2011–2013         | Tourcoing LM                   |                   |                   |                   |                   |                   |                   |                   |                   |                   |
| 2013–2014         | Montpellier UC                 |                   |                   |                   |                   |                   |                   |                   |                   |                   |
| 2014–2015         | Prefaxis Menen                 |                   |                   |                   |                   |                   |                   |                   |                   |                   |
| 2015–2017         | Spacer’s de Toulouse           |                   |                   |                   |                   |                   |                   |                   |                   |                   |
| 2017–2018         | Chaumont VB 52                 |                   |                   |                   |                   |                   |                   |                   |                   |                   |
| 2018–2019         | Kioene Padwa                   |                   |                   |                   |                   |                   |                   |                   |                   |                   |
| 2019–2020         | Vero Volley Monza              |                   |                   |                   |                   |                   |                   |                   |                   |                   |
| 2020–2021         | Jastrzębski Węgiel             |                   |                   |                   |                   |                   |                   |                   |                   |                   |
| 2021–2023         | Fenerbahçe HDI Sigorta Stambuł |                   |                   |                   |                   |                   |                   |                   |                   |                   |
| 2023–2024         | Asseco Resovia Rzeszów         |                   |                   |                   |                   |                   |                   |                   |                   |                   |
| 2024–2025         | Allianz Milano                 |                   |                   |                   |                   |                   |                   |                   |                   |                   |
| 2025–             | Asseco Resovia Rzeszów         |                   |                   |                   |                   |                   |                   |                   |                   |                   |

## Sukcesy klubowe
Liga francuska:
- 2017, 2018

Superpuchar Francji:
- 2017[7][8]

Liga polska:
- 2021

Liga turecka:
- 2022[9], 2023[10]

Puchar CEV:
- 2024[11]

## Sukcesy reprezentacyjne
Igrzyska Śródziemnomorskie:
- 2013

Liga Narodów:
- 2022[12]
- 2018
- 2021

Igrzyska Olimpijskie:
- 2020, 2024[13]

## Nagrody indywidualne
- 2012: Objawienie sezonu 2011/2012 francuskiej Ligue A
- 2015: Najlepszy zagrywający belgijskiej Ethias Volley League w sezonie 2014/2015

## Odznaczenia
- Chevalier Orderu Legii Honorowej – 2021[14]
- Officier Orderu Narodowego Zasługi – 2024[15]